# Pandolf II de Bénévent
Pandolf II de Bénévent dit le Vieux ou  l'ancien  (mort en août 1014) 6e prince de Bénévent 981 à 1014 et prince de Capoue sous le nom de Pandolf III de 1008 à 1014.

## Origine
Pandolf II est le fils aîné de Landolf III de Bénévent frère cadet et corégent de Pandolf Tête de Fer.

## Règne
Pandolf II règne sur Bénévent depuis 981 quand après la mort de Pandolf Tête de Fer les habitants chassent son fils Landolf IV de Bénévent et le remplacent par son cousin Pandolf, fils de Landolf III de Bénévent (mort en 969). En 987 le nouveau prince associe au trône de Bénévent son fils aîné Landolf V de Bénévent. En 1003 les habitants de Bénévent le chassent à son tour mais deux ans plus tard en 1005 il rentre dans la ville. En 1008 il prend même le titre de prince de Capoue comme tuteur de son neveu Pandolf II le Jeune le fils de Landolf V de Sainte-Agathe. L'union cesse après sa mort en août 1014 avec un nouveau partage entre ses fils aînés.

## Postérité
Pandolf II laisse en effet cinq enfants :
- Landolf V de Bénévent (mort en 1033) ;
- Pandolf IV de Capoue (mort en 1049/1050) ;
- Gaitelgrime, épouse de Guaimar III de Salerne ;
- Marie, épouse de Sergius II d'Amalfi ;
- Aténolf, Abbé du Mont-Cassin.

## Sources
- Jules Gay L'Italie méridionale et l'Empire byzantin depuis l'avènement de Basile Ier jusqu'à la prise de Bari par les Normands (867-1071) Albert Fontemoing éditeur, Paris 1904 p. 636.
- Venance Grumel Traité d'études byzantines La Chronologie: Presses universitaires de France Paris 1958, « Princes Lombards de Bénévent et de Capoue » p. 418-420.
- (en) Pandolf III di Capua (1007-1014)   sur le site Medieval Lands.